# 온대 습윤 기후

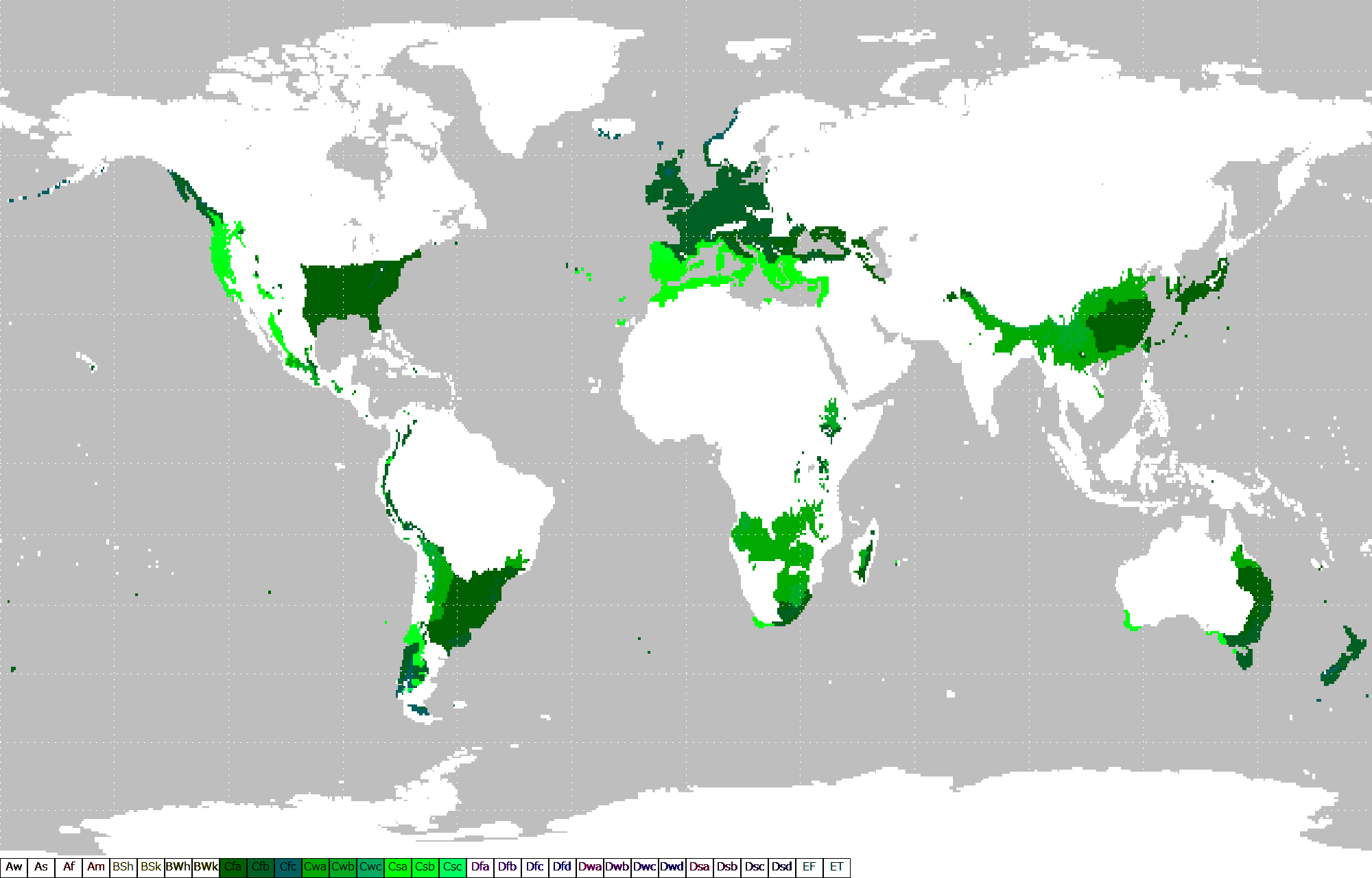
Cfa, Cfb, Cfc 가 온대 습윤 기후이다.

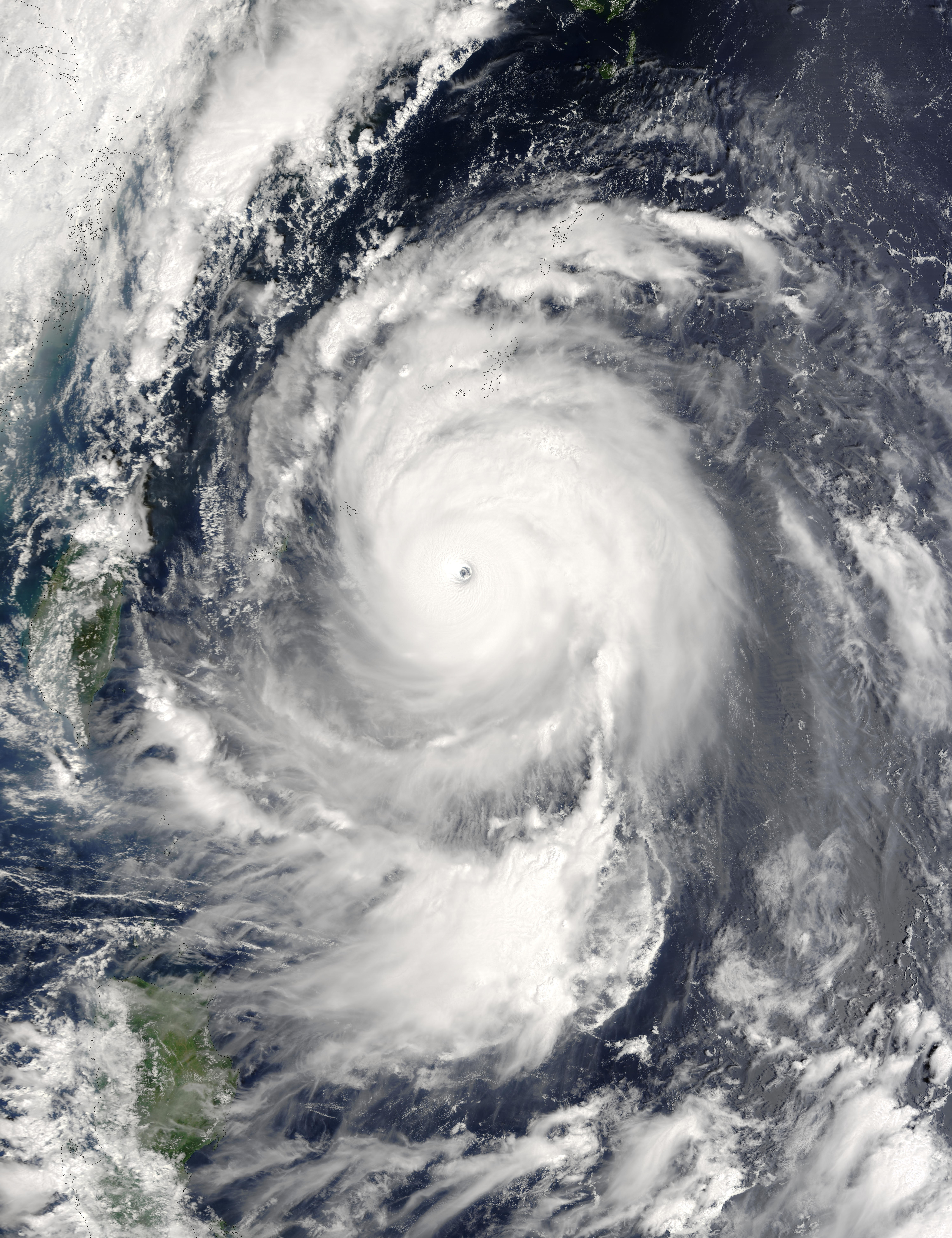
온대 습윤 기후는 태풍의 영향을 받기도 한다.

온대 습윤 기후(溫帶濕潤氣候)는 쾨펜 기후 구분에서 온대에 속하는 기후로, 건기가 거의 없고, 온화한 것이 특징이다. 사람이 살기에 매우 적합한 환경이며, 벼농사나 낙농업이 활발하게 이루어진다. 기호로는 Cf 로 나타낸다.
온대 습윤 기후에 속하는 지역으로는, 북아메리카 남동부, 서유럽, 장강 유역, 대한민국 황해 연안의 대부분과 동해 연안, 일본 혼슈, 규슈, 시코쿠 지역 등이 있다. (지도참조) 대륙 서부는 해양성 기후의 특징을 가졌고, 대륙 동안는 대륙성 기후의 특징을 가졌다.
대륙의 동안은 계절풍(몬순)의 영향을 받고, 여름철에 강수가 다소 집중되고 추운 겨울과 열대성 저기압인 태풍에 피해를 많이 입는다. 대륙 서안 지역은 편서풍과 해류 때문에 다른 지역에 비해 겨울이 따뜻하고, 여름은 서늘하며, 연중 강수량이 고르다.